# 本科教育
本科教育（英語：University education）是高等教育的一種類型，一般由大學開展。成績合格獲准畢業後，可獲得學士學位或副學士學位。

## 各地情况

### 中國大陸
中国大陆的本科教育与高等职业教育都是高中教育之后的一个教育阶段，但本科教育更注重通识教育而非应用型的职业教育。本科教育的入学成绩要求也比高等专科教育高。开设本科教育的大学常被称作本科学校，但现在多数大学都设有本科和研究生教育部门，很多大学还设有专科部门，因此单纯的本科学校已不多见。
本科教育常见学制4年，工程、医学的部分专业可为5年甚至更长，本科生毕业时可同时取得大学本科毕业证书和所学专业的学士学位证书。部分学校的部分本科专业可由本科连读至硕士研究生或博士研究生，如北京协和医学院、复旦大学等学校设有临床医学8年本博连读学制，毕业时同时获得医学学士和医学博士学位。山西医科大学等学校设有临床医学7年本硕连读学制，毕业可同时获得医学学士和医学硕士学位。
取得学士学位的本科毕业生可继续学业参加研究生教育，以取得硕士学位和博士学位。

### 英國
在英國完成整個大學三年課程便可得到榮譽學士學位。假如學生只完成兩年的課程就會得到本科文憑（Undergraduate Diploma），假如只完成第一年的課程便可獲得本科證書（Undergraduate Certificate）。此外，劍橋大學和牛津大學會頒發一種名為「本科畢業文憑」的學位（Undergraduate Advanced Diploma），與學士學位同樣是英國資歷架構FHEQ級別6的課程，相當於學士的最後一年，前任香港特首林鄭月娥正是由港英政府保送到劍橋大學沃爾森學院完成本科畢業文憑，本科畢業文憑與學士學位一樣能用於申請研究生院。